# Vasily Semyonovich Lanovoy
Lanovoi Vasily Semyonovich (16 tháng 1 năm 1934, tại Matxcơva  — 28 tháng 1 năm 2021, tại Matxcơva) là một diễn viên truyền hình và điện ảnh Liên Xô (Nga), là giáo sư chuyên ngành ngôn từ văn học (người đọc), một nhà hoạt động về nhân quyền, và còn là một giảng viên sân khấu. Năm 1957, ông làm nghệ sĩ của trường cao đẳng sân khấu quốc gia mang tên E.Vakhtangova.